# Puerto Rico en los Juegos Olímpicos de París 2024
Puerto Rico estuvo representado en los Juegos Olímpicos de París 2024 por un total de 51 deportistas, 27 hombres y 24 mujeres, que compitieron en 13 deportes.
Los portadores de la bandera en la ceremonia de apertura fueron el luchador Sebastián Rivera y la atleta Jasmine Camacho-Quinn.

## Medallistas
El equipo olímpico puertorriqueño obtuvo las siguientes medallas:
| Nombre                | Deporte     | Competición    |
| --------------------- | ----------- | -------------- |
| Oro                   |             |                |
| —                     |             |                |
| Plata                 |             |                |
| —                     |             |                |
| Bronce                |             |                |
| Jasmine Camacho-Quinn | Atletismo   | 100 m vallas F |
| Sebastián Rivera      | Lucha libre | 65 kg M        |